# Günther Schulz (Historiker)
Günther Schulz (* 27. November 1950 in Morsbach) ist ein deutscher Sozial- und Wirtschaftshistoriker.

## Leben
Günther Schulz wurde 1977 an der Universität Bonn mit einer sozialgeschichtlichen Untersuchung über die Arbeiter und Angestellten des Kölner draht- und kabelproduzierenden Unternehmens Felten & Guilleaume 1800 bis 1914 promoviert. Er habilitierte sich 1990 mit einer Studie über die Wohnungsbaupolitik in den Westzonen und der Bundesrepublik Deutschland 1945 bis 1957. 1991/92 war er Gastdozent an der TU Dresden, seit 1992 Professor für Wirtschafts- und Sozialgeschichte an der Universität zu Köln. Im Jahr 2000 erhielt er einen Ruf an die Universität Bonn, wo er bis zu seiner Emeritierung Anfang 2016 Leiter der Abteilung für Verfassungs-, Sozial- und Wirtschaftsgeschichte am dortigen Institut für Geschichtswissenschaft war. Von 2004 bis 2008 war er Finanzprodekan, von 2008 bis 2011 Dekan der Philosophischen Fakultät der Uni Bonn. Seit 1997 ist er Mitherausgeber, von 2002 bis 2018 war er federführender Herausgeber der Vierteljahrschrift für Sozial- und Wirtschaftsgeschichte. Seit 2016 ist er Vorsitzender des Universitätsclubs Bonn.
Seine Hauptarbeitsgebiete sind die Sozial- und Wirtschaftsgeschichte des 19. und 20. Jahrhunderts mit dem Schwergewicht auf der Geschichte der Wirtschafts- und Sozialordnung, Sozial- und Wohnungspolitik, Arbeiter und Angestellten, Unternehmer und Unternehmen sowie Kreditwirtschaft. Er ist ordentliches Mitglied der Mainzer Akademie der Wissenschaften und der Literatur. Von 2008 bis 2016 war er Vorsitzender der Gesellschaft für Sozial- und Wirtschaftsgeschichte. Er ist Vorsitzender des Beirats der Stiftung Bundeskanzler-Adenauer-Haus, Bad Honnef/Rhöndorf und des Arbeitskreises für Sparkassengeschichte, Wissenschaftsförderung der Sparkassen-Finanzgruppe, Deutscher Sparkassen- und Giroverband.

## Schriften (Auswahl)
- als Herausgeber (gemeinsam mit Reinhold Reith): Wirtschaft und Umwelt vom Spätmittelalter bis zur Gegenwart. Auf dem Weg zu Nachhaltigkeit? (= Vierteljahrschrift für Sozial- und Wirtschaftsgeschichte. Beiheft 233). Stuttgart 2015, ISBN 978-3-515-11064-8.
- als Herausgeber: Arm und Reich. Zur gesellschaftlichen und wirtschaftlichen Ungleichheit in der Geschichte (= Vierteljahrschrift für Sozial- und Wirtschaftsgeschichte. Beiheft 229). Stuttgart 2015, ISBN 978-3-515-10693-1.
- als Herausgeber (gemeinsam mit Mathias Schmoeckel u. William J. Hausman): Regulation between Legal Norms and Economic Reality. Intentions, Effects, and Adaption. The German and American Experiences (= Rechtsordnung und Wirtschaftsgeschichte. Bd. 8). Tübingen 2014, ISBN 978-3-16-152248-2.
- Einführung in das Studium der neueren Geschichte (= UTB 1553). 7., vollständig neu bearbeitete Auflage. Schöningh, Paderborn u. a. 2010, ISBN 978-3-8252-1553-8 (in Fortführung von Opgenoorth/Schulz).
- als Herausgeber: Konrad Adenauer 1917–1933. Dokumente aus den Kölner Jahren (= Rheinprovinz. Bd. 15). SH-Verlag, Köln 2007, ISBN 978-3-89498-161-7.
- als Herausgeber und Beitragsautor: Bundesrepublik Deutschland. 1949–1957. Bewältigung der Kriegsfolgen, Rückkehr zur sozialpolitischen Normalität (= Geschichte der Sozialpolitik in Deutschland seit 1945. Bd. 3). Nomos-Verlag, Baden-Baden 2005, ISBN 3-7890-7317-2.
- mit Hans Pohl, Bernd Rudolph: Wirtschafts- und Sozialgeschichte der deutschen Sparkassen im 20. Jahrhundert (= Sparkassen in der Geschichte. Abteilung 3: Forschung. Bd. 18). Deutscher Sparkassenverlag, Stuttgart 2005, ISBN 3-09-303000-5.
- als Herausgeber: Sozial- und Wirtschaftsgeschichte. Arbeitsgebiete – Probleme – Perspektiven. 100 Jahre Vierteljahrschrift für Sozial- und Wirtschaftsgeschichte (= Vierteljahrschrift für Sozial- und Wirtschaftsgeschichte. Beiheft 169). Steiner, Stuttgart 2004, ISBN 3-515-08435-5.
- Die Angestellten seit dem 19. Jahrhundert (= Enzyklopädie deutscher Geschichte. Bd. 54). Oldenbourg, München 2000, ISBN 3-486-55045-4.
- Wiederaufbau in Deutschland. Die Wohnungsbaupolitik in den Westzonen und der Bundesrepublik Deutschland von 1945 bis 1957 (= Forschungen und Quellen zur Zeitgeschichte. Bd. 20). Droste, Düsseldorf 1994, ISBN 3-7700-0975-4 (Zugleich: Bonn, Universität, Habilitations-Schrift, 1991).
- Die Arbeiter und Angestellten bei Felten & Guilleaume. Sozialgeschichtliche Untersuchung eines Kölner Industrieunternehmens im 19. und beginnenden 20. Jahrhundert (= Zeitschrift für Unternehmensgeschichte. Beiheft. Nr. 13). Steiner, Wiesbaden 1979, ISBN 3-515-02885-4.